# Amyloglukozydaza
Amyloglukozydaza – enzym należący do grupy hydrolaz. Hydrolizuje wiązania alfa-1,4 glikozydowe z nieredukujących końców łańcuchów polisacharydowych, w wyniku czego uwalniane są cząsteczki glukozy. Wiązania alfa-1,6 glikozydowe hydrolizowane są przez amyloglukozydazę bardzo wolno.
Do celów handlowych uzyskiwana jest z grzybów Aspergillus spp. i Rhizopus oryzae; wykorzystywana przy produkcji syropów wysokofruktozowych ze skrobi.